# José Luis Diezma
José Luis Diezma Izquierdo, deportivamente conocido como Diezma (Madrid, Comunidad de Madrid, España, 22 de septiembre de 1968), es un exfutbolista español. Jugaba de portero. Se formó en la cantera del Real Madrid. Actualmente está sin equipo tras entrenar al Agrupación Deportiva Cerro de Reyes Badajoz Atlético, al Real Ávila y a la Extremadura Unión Deportiva.

## Carrera deportiva
José Luis Diezma, ex- portero del Real Betis, Mérida o Extremadura, entre otros, y que ha entrenado a los juveniles y cadetes del Real Madrid, y al desaparecido Cerro de Reyes pacense, al Real Ávila y al Extremadura U.D, militantes en la Tercera División.

## Trayectoria como jugador
- Categorías inferiores Real Madrid
- 1989-90 CF Extremadura, Cedido.
- 1990-91 Real Madrid Castilla
- 1991-92 CF Extremadura
- 1992-96 Real Betis Balompié
- 1996-98 RC Celta de Vigo
- 1998-00 CD Numancia
- 1999-00 Recreativo de Huelva
- 2000-01 Real Murcia
- 2001-02 Elche Club de Fútbol
- 2002-03 Orihuela Club de Fútbol
- 2003-04 FC Cartagena
- 2004-05 Mérida UD

## Trayectoria como entrenador
Ha trabajado como entrenador en las categorías inferiores del Real Madrid.
- 2010-11 Agrupación Deportiva Cerro de Reyes Badajoz Atlético.
- 2011-13 Real Ávila Club de Fútbol
- 2013 Extremadura Unión Deportiva

- Datos: Q9014035